# Der geheime Agent
Der geheime Agent ist ein in schwarzweiß gedrehter Stummfilm von Erich Schönfelder aus dem Jahr 1924. Die Rechte an der Verwechslungskomödie liegen heute bei der Murnau-Stiftung.

## Produktion
Der Film wurde von Erich Schönfelder für die May-Film GmbH produziert. Der Film wurde im Format 35 mm (1:1.33) gedreht und hatte eine Länge von 1698 Metern und eine Laufzeit von ca. 63 Minuten. Die Filmbauten wurden von Erich Zander gestaltet.

## Handlung
Obwohl der junge Herzog in regierungsfähigem Alter ist, hat die Herzogin-Mutter die Zügel des kleinen Zwergstaates fest in ihrer Hand. Der Herzog verliebt sich in seine Cousine, die Prinzessin. Er ist aber zu schüchtern, um sie anzusprechen. Die Herzogin-Mutter setzt den Schlossbaumeister als geheimen Agenten ein, um herauszubekommen, was in ihrem Schloss vorgeht. Die drei nicht eingeweihten Minister wähnen sich von feindlichen Agenten umgeben. Nach vielen Verwechslungen, Verkleidungen und Täuschungen kommen der Herzog und die Prinzessin doch zusammen.

## Veröffentlichung
Die Premiere des Films fand am 26. Juni 1921 statt.